# Radachówka
Radachówka – wieś sołecka w Polsce położona w województwie mazowieckim, w powiecie otwockim, w gminie Kołbiel.
W Radachówce znajduje się wiele działek letniskowych, przepływająca przez nią rzeka Świder jest często odwiedzanym miejscem w upalne dni.
W latach 1975–1998 miejscowość administracyjnie należała do województwa siedleckiego. 
W Radachówce, w dworku państwa Szlenkierów, kręcono film pt. „Panny z Wilka”, a także „Białe małżeństwo”, „Prawo ojca”, odcinki „Sławy i chwały” oraz ,,Za duży na bajki". 
Wierni Kościoła rzymskokatolickiego należą do parafii Świętej Trójcy w Kołbieli. We wsi znajduje się zabytkowa kapliczka.